# Карини, Пьеро
Пье́ро Кари́ни (итал. Piero Carini; 6 марта 1921, Генуя — 30 мая 1957, Сент-Этьен) — итальянский автогонщик, участник трёх гонок Формулы-1.

## Карьера
В 1950 году Карини финишировал третьим в Гран-при Модены. В 1952 году был приглашён в Scuderia Marzotto и участвовал в двух этапах. Несмотря на то, что он в обеих гонках сошёл из-за технических проблем, в следующем году он присоединился к Феррари, как молодой пилот. Однако Карини участвовал только в домашней гонке. В 1954 году он перешёл в Альфа Ромео, чтобы водить кузовные автомобили.
В 1957 году, во время гонки спорткаров возле Сент-Этьена, за рулём Ferrari TR Карини вылетел с трассы, столкнулся со встречным автомобилем, и сразу скончался.

## Результаты выступлений в Формуле-1
| Сезон | Команда           | Шасси       | Двигатель | Ш   | 1   | 2   | 3        | 4   | 5        | 6   | 7   | 8        | Место | Очки |
| ----- | ----------------- | ----------- | --------- | --- | --- | --- | -------- | --- | -------- | --- | --- | -------- | ----- | ---- |
| 1952  | Scuderia Marzotto | Ferrari 166 | Ferrari   | ШВА | 500 | БЕЛ | ФРА Сход | ВЕЛ | ГЕР Сход | НИД | ИТА |          | —     | 0    |
| 1953  | Феррари           | Ferrari 553 | Ferrari   | АРГ | 500 | НИД | БЕЛ      | ФРА | ВЕЛ      | ГЕР | ШВА | ИТА Сход | —     | 0    |